# Airline Training Center Arizona

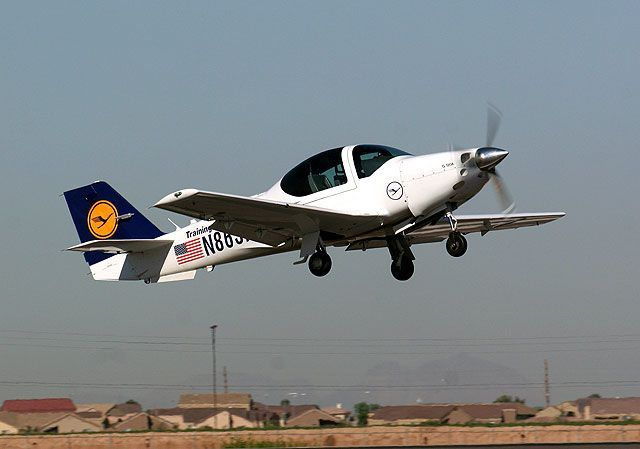
Eine Grob G120A in Arizona

Das Airline Training Center Arizona, Inc. (ATCA) war ein Ausbildungsbetrieb der Lufthansa Flight Training GmbH zur Flugschulung von Piloten-Anwärtern am Flughafen in Goodyear, einem Vorort von Phoenix, USA.  Im Jahr 2018 wurde der gesamte Ausbildungssektor der Lufthansa-Gruppe neu strukturiert und unter dem neuen Namen Lufthansa Aviation Training zusammengefasst. Danach firmierte das ATCA als Lufthansa Aviation Training USA Inc. Nicht nur die Lufthansa ließ dort ihre Piloten ausbilden, sondern auch Bundeswehr-Piloten beginnen am ATCA und der dort gelegenen 3. Deutschen Luftwaffenausbildungsstaffel ihr Initial Flight Training (IFT).
Die Standortwahl erfolgte u. a. auch auf Grund der stabilen Wetterbedingungen. Die hohe Anzahl an stabilen Sonnentagen ermöglichte eine nahezu ganzjährige Sichtflugausbildung.
Im Januar 2022 übertrug Lufthansa ihren seit rund 50 Jahren bestehenden Ausbildungsbetrieb in Goodyear (Arizona) an die US-amerikanische United Airlines. Diese hat dort bereits den Betrieb aufgenommen und mit dem ersten Jahrgang ihrer neuen Flugschüler begonnen.

## Ablauf der Ausbildung
Nachdem die angehenden Piloten sich bei der Verkehrsfliegerschule in Bremen ein Basiswissen an Theorie angeeignet haben, werden in Goodyear weitere theoretische und vor allem praktische Grundlagen zum Erwerb der Berufspilotenlizenz bzw. Multi-Crew Pilot Licence und Instrumentenflug-Berechtigung gelegt. Die weitere Ausbildung zum Erwerb der jeweiligen Verkehrspilotenlizenz findet wiederum in Bremen an der Verkehrsfliegerschule und später an verschiedenen Simulatorstandorten der Lufthansa Flight Training (u. a. Frankfurt am Main, München, Wien) statt.
Zur Unterbringung der Nachwuchsflugzeugführer (NFF) sind Unterkünfte sowie eine Cafeteria vorhanden. Dem ATCA ist ein eigener Maintenance Betrieb zur Wartung der 32 Flugzeuge sowie der etwa 36 km südlich gelegene, firmeneigene Flugplatz in Mobile angeschlossen, wo die Flugschüler Landeanflüge üben.

## Flotte
- 25 × Cirrus SR20 G6
- 4 × Beechcraft F33A Bonanza (nachträglich mit Garmin G500 ausgestattet)
- 6 × Grob G 120A

## Zwischenfälle
- Am 11. Oktober 1989 verunglückte eine Beech F33 mit dem Luftfahrzeugkennzeichen N67536 beim Start in Goodyear, nachdem ein Propellerblatt aufgrund von Materialermüdung gebrochen war. Durch die auftretende Unwucht wurde schließlich der Spinner abgerissen, das Flugzeug geriet ins Trudeln und stürzte ab. Bei der Unfallaufnahme wurde festgestellt, dass die Sicht nach vorne durch ausgetretenes Motorenöl stark eingeschränkt war. Beim Absturz kamen alle drei Insassen ums Leben.[3]

- Am 15. August 2001 stürzte eine Beech F33 mit zwei Soldaten an Bord ab. Der Fluglehrer und sein Schüler starben bei dem Unfall.[4]

- Am 22. Mai 2002 verunglückte eine Grob 120A mit dem Kennzeichen N866AF in Mobile auf einem technischen Überprüfungsflug. Der Pilot starb bei dem Absturz. Die betroffene Maschine war zerlegt aus Deutschland geliefert worden und sollte in den USA diversen Überprüfungen nach dem Zusammenbau unterzogen werden; einer dieser Tests beinhaltete einen schnellen und tiefen Überflug. Da keine technischen Fehler am Flugzeug gefunden wurden und die Autopsie keine Vorerkrankungen ergab, die hätten zum Unfall führen können, geht das NTSB von einem Pilotenfehler aus.[5]

- Am 1. Februar 2006 verunglückte eine Beech F33 mit dem Kennzeichen N1563A nahe Buckeye. Das Wrack wurde in der darauffolgenden Nacht gefunden, die Flugschülerin an Bord kam beim Aufprall ums Leben.[6]